# Team 10
Team 10 eller Team X var namnet på en gruppering av arkitekter/kritiker som skapades inför det tionde CIAM-mötet (Congrès Internationaux d'Architecture Moderne), därav namnet. 
Gruppen arrangerade efter detta ett sista elfte CIAM-möte 1959 i Otterlo, Nederländerna, men bestämde sig sedan för att träffas under eget namn. I gruppen, som stod för brutalism och strukturalism, ingick bland andra Jacob Berend Bakema, Giancarlo De Carlo och Aldo van Eyck. 